# 非裔加勒比人左翼主义
非裔加勒比人左翼主义（英語：Afro-Caribbean leftism）是指在加勒比地区、美国、法国、英国或其他地方的各类非裔加勒比人群体中发展起来的左翼政治思潮。
19世纪早期，出生于牙买加的活动家威廉·戴维森和罗伯特·韦德本受到托马斯·斯宾塞的政治思想的吸引。
许多在第一次世界大战期间服役于英属西印度群岛团的非裔加勒比人士兵，在战间期成为左翼活动人士。在欧洲和中东战场服役期间，他们遭受白人军人的歧视，这种经历激发了英属西印度群岛内反殖民民族主义的重新高涨。英属西印度群岛团第九营在驻地意大利塔兰托发动叛乱，抗议恶劣的工作条件以及英国战争部仅给白人士兵加薪的做法。作为回应，伍斯特郡团被派往塔兰托镇压叛乱，60名英属西印度群岛团士兵因参与叛乱被审判，其中一人被判处枪决。1918年12月17日，50—60名英属西印度群岛团的中士在意大利塔兰托举行会议，建立左翼组织“加勒比联盟”；在接下来的几周中，该组织共召开4次会议。除了讨论士兵们的不满之外，加勒比联盟还讨论了加勒比民族主义以及发起西印度独立运动的计划。该组织成员计划在牙买加金斯敦设立办事处并组织罢工。但在殖民当局的打压下，该组织被迫解散。1919年2月，英国陆军发布第1号命令，给英属西印度群岛团的士兵加薪。